# Ultra moderne solitude
Albums de Alain Souchon
C'est comme vous voulez
(1985) Nickel
(1990)
Ultra moderne solitude est le 8e album studio d'Alain Souchon sorti en 1988.
Enregistré en Angleterre, l'album s'est vendu à plus de 300 000 exemplaires en France, où il est certifié disque de platine.
Le titre Comédie, interprété en duo avec Jane Birkin, est extrait de la bande originale du film homonyme (dans lequel ils jouent tous deux) de Jacques Doillon. La chanson Quand j'serai K.O. remporte le prix de la chanson de l'année aux Victoires de la musique en 1990.

## Titres
| 1.    | Ultra moderne solitude         | Alain Souchon                 | Laurent Voulzy  | 4:06 |
| 2.    | Les Cadors                     | Alain Souchon                 | Alain Souchon   | 4:44 |
| 3.    | Quand j'serai K.O.             | Alain Souchon                 | Alain Souchon   | 3:05 |
| 4.    | La Chanson parfaite            | Alain Souchon                 | Alain Souchon   | 2:38 |
| 5.    | Comédie (duo avec Jane Birkin) | Alain Souchon                 | Alain Souchon   | 2:17 |
| 6.    | Dandy                          | Alain Souchon                 | Laurent Voulzy  | 5:30 |
| 7.    | J'attends quelqu'un            | Alain Souchon                 | Laurent Voulzy  | 4:13 |
| 8.    | La Beauté d'Ava Gardner        | Alain Souchon                 | Alain Souchon   | 2:07 |
| 9.    | Normandie Lusitania            | Alain Souchon et David McNeil | Franck Langolff | 3:37 |
| 10.   | On se cache des choses         | Alain Souchon                 | Alain Souchon   | 1:28 |
| 34:06 |                                |                               |                 |      |

## Contributions
- Réalisation artistique : Nick Patrick

- Charlie Morgan : batterie
- Roland Kerridge : batterie
- Andy Pask : basse
- Mickey Feat : basse
- Mick Parker : claviers
- Hugh Burns : guitares
- Les Davidson : guitares
- Luis Jardim : percussions
- Chris White : saxophone alto
- Jane Birkin : voix sur Comédie
- Laurent Voulzy : chœurs
- Linda Taylor : chœurs

- Studios : Oddissey à Londres, I.C.P. à Bruxelles, Plus XXX à Paris
- Réalisation artistique : Nick Patrick
- Ingénieurs au Studio I.C.P. à Bruxelles : Erwin Autrique et Jean Trenchant